# Gehlenia baibarana
Gehlenia baibarana är en fjärilsart som beskrevs av Matsumura 1927. Gehlenia baibarana ingår i släktet Gehlenia och familjen svärmare. Inga underarter finns listade i Catalogue of Life.